# Fray Don Juan
Fray Don Juan es una película de comedia erótica mexicana de 1970, dirigida por René Cardona Jr. sobre el guion escrito con Fernando Galiana, y protagonizada por Mauricio Garcés, Lorena Velázquez, Norma Lazareno, Barbara Angely y Gina Romand.

## Argumento
Juan primero y Juan segundo son hermanos gemelos de cuerpo y de espíritu. Esto hace que si el primero, un hombre desenfrenado, mujeriego, y alcohólico, beba sin control, su eclesiástico hermano segundo se emborrache sin tomar ni una gota de licor. O bien, si el segundo se encuentra realizando oraciones, el mujeriego primero se convierte en clérigo y corre a las mujeres que invita a su casa. Luego de que un psicólogo le dice lo que pasa a Juan segundo, este último deberá buscar a su hermano para redimirlo como persona.

## Reparto
- Mauricio Garcés como Juan primero / Juan segundo[2]
- Lorena Velázquez como Claudia, la esposa del piloto[2]
- Norma Lazareno como la mujer en el cementerio[2]
- Barbara Angely como la mujer del supermercado[2]
- Gina Romand como la cubana Caridad la de Camagüey[2]
- Luis Manuel Pelayo como Sócrates, el mayordomo[2]
- Carlos Agostí como el piloto[2]
- Eduardo Arcaraz con personaje desconocido[2]
- Carlos Nieto como el doctor[2]
- Irlanda Mora como banquera[2]
- Susana Salvat como joven en la iglesia[2]
- Alma Thelma Domínguez con personaje desconocido[2]
- Miguel Ángel Gómez con personaje desconocido[2]
- Enrique Pontón con personaje desconocido[2]
- José Chávez con personaje desconocido[2]